# 埃尔米拉·瑟兹德科娃
埃尔米拉·阿努阿尔别克夫娜·瑟兹德科娃（1992年2月5日—）是一名哈薩克斯坦女子自由式摔跤运动员。2016年夏季奥林匹克运动会女子自由式69公斤級铜牌获得者。